# Aghabeyim agha Djavanchir
Aghabeyim agha (en azéri : Ağabəyim ağa Cavanşir; née en 1780 à Khankendi et morte en 1832 à Téhéran) est une poétesse azerbaïdjanaise.

## Biographie
Aghabeyim agha est la fille d'Ibrahimkhalil Khan, deuxième khan du Khanat du Karabakh, et l'épouse de Fatali Chah Gadjar, et la tante d'une autre célèbre poètesse Khurshudbanu Natévan. Ses poèmes sont écrits  sous le surnom d'Aghabadji .
Ses œuvres sont conservées dans des collections privées en Russie, en Grande-Bretagne, en France, en Turquie, en Arabie Saoudite et au Koweït .